# Rosetta Andrejewna Schilina
Rosetta Andrejewna Schilina (russisch Розетта Андреевна Жилина; * 8. Juni 1933 in Leningrad; † 11. Dezember 2003 in Sneschinsk) war eine sowjetisch-russische Mathematikerin und Informatikerin.

## Leben
Schilina studierte an der Universität Leningrad in der mathematisch-mechanischen Fakultät zusammen mit Wiktor Andrejewitsch Sutschkow, Walentin Fjodorowitsch Kuropatenko und Anatoli Moissejewitsch Werschik. Sie schloss ihr Studium 1956 mit Auszeichnung ab.
Im Anschluss an das Studium wurde Schilina im mathematischen Sektor des Forschungsinstituts NII-1011 angestellt, das 1954 auf Initiative des Physikers Kirill Iwanowitsch Schtscholkin als zweites Kernforschungszentrum für die Entwicklung der Atom- und Wasserstoffbombe in der Oblast Tscheljabinsk gegründet wurde und Allrussisches Forschungsinstitut für Technische Physik (WNIITF) hieß (seit 1992 Föderales Sababachin-Kernforschungszentrum WNIITF der Rosatom in der Geschlossenen Stadt Sneschinsk). Sie wurde 1966 Gruppenleiterin, 1969 Laboratoriumschefin der Abteilung NIO-3 für Metrologie, Thermodynamik und Bauwesen, 1996 Chefspezialistin der Abteilung NIO-3 und 1999 Chefspezialistin der Abteilung NTO-2.

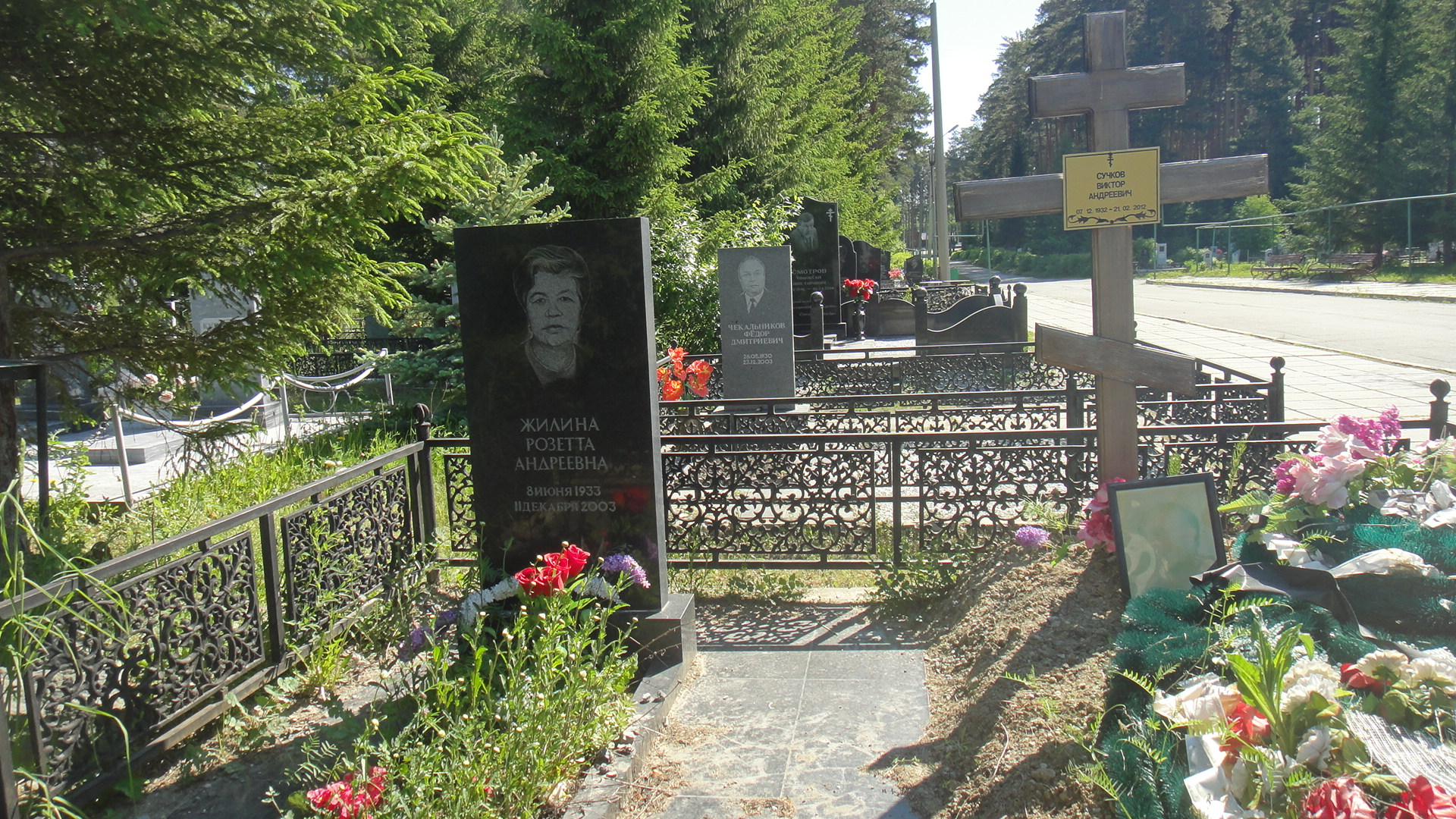
Gräber der Eheleute R. A. Schilina und W. A. Sutschkow

Schilina entwickelte Algorithmen und Programme für die Lösung von Aufgaben der Mechanik und instationären Wärmeleitung komplexer Kernwaffenkonstruktionen sowie für optimierte ballistische Trajektorien.
Schilina war 1980–1990 Mitglied des Stadtrats Sneschinsk.
Schilina war verheiratet mit dem Physiker Wiktor Andrejewitsch Sutschkow, der 1984 den Leninpreis erhielt.

## Ehrungen, Preise
- Medaille „Für heldenmütige Arbeit“ (1962)[1]
- Orden des Roten Banners der Arbeit (1975)[1]
- Staatspreis der UdSSR (1988)[1]